# Montcombroux-les-Mines
Montcombroux-les-Mines és un municipi francès, situat al departament de l'Alier i a la regió d'Alvèrnia-Roine-Alps. L'any 2007 tenia 414 habitants.

## Demografia

### Població
El 2007 la població de fet de Montcombroux-les-Mines era de 414 persones. Hi havia 181 famílies de les quals 60 eren unipersonals (24 homes vivint sols i 36 dones vivint soles), 65 parelles sense fills, 48 parelles amb fills i 8 famílies monoparentals amb fills.
La població ha evolucionat segons el següent gràfic:
Habitants censats

### Habitatges
El 2007 hi havia 308 habitatges, 186 eren l'habitatge principal de la família, 91 eren segones residències i 31 estaven desocupats. 299 eren cases i 5 eren apartaments. Dels 186 habitatges principals, 133 estaven ocupats pels seus propietaris, 45 estaven llogats i ocupats pels llogaters i 7 estaven cedits a títol gratuït; 8 tenien dues cambres, 45 en tenien tres, 52 en tenien quatre i 80 en tenien cinc o més. 141 habitatges disposaven pel capbaix d'una plaça de pàrquing. A 90 habitatges hi havia un automòbil i a 67 n'hi havia dos o més.

### Piràmide de població
La piràmide de població per edats i sexe el 2009 era:
| Homes | Edats   | Dones |
| ----- | ------- | ----- |
| 0     | 95 o +  | 0     |
| 0     | 90 a 94 | 4     |
| 4     | 85 a 89 | 16    |
| 4     | 80 a 84 | 4     |
| 4     | 75 a 79 | 0     |
| 12    | 70 a 74 | 28    |
| 16    | 65 a 69 | 12    |
| 16    | 60 a 64 | 12    |
| 20    | 55 a 59 | 20    |
| 20    | 50 a 54 | 28    |
| 20    | 45 a 49 | 8     |
| 4     | 40 a 44 | 8     |
| 8     | 35 a 39 | 4     |
| 16    | 30 a 34 | 24    |
| 16    | 25 a 29 | 4     |
| 28    | 20 a 24 | 16    |
| 12    | 15 a 19 | 12    |
| 0     | 10 a 14 | 8     |
| 4     | 5 a 9   | 12    |
| 4     | 0 a 4   | 12    |

## Economia
El 2007 la població en edat de treballar era de 257 persones, 165 eren actives i 92 eren inactives. De les 165 persones actives 140 estaven ocupades (77 homes i 63 dones) i 25 estaven aturades (14 homes i 11 dones). De les 92 persones inactives 37 estaven jubilades, 16 estaven estudiant i 39 estaven classificades com a «altres inactius».

### Ingressos
El 2009 a Montcombroux-les-Mines hi havia 172 unitats fiscals que integraven 366,5 persones, la mediana anual d'ingressos fiscals per persona era de 13.049 €.

### Activitats econòmiques
Dels 16 establiments que hi havia el 2007, 2 eren d'empreses de construcció, 9 d'empreses de comerç i reparació d'automòbils, 1 d'una empresa de transport, 1 d'una empresa d'hostatgeria i restauració, 1 d'una empresa d'informació i comunicació, 1 d'una empresa de serveis i 1 d'una entitat de l'administració pública.
Dels 2 establiments de servei als particulars que hi havia el 2009, 1 era un guixaire pintor i 1 restaurant.
L'únic establiment comercial que hi havia el 2009 era una botiga de menys de 120 m².
L'any 2000 a Montcombroux-les-Mines hi havia 24 explotacions agrícoles que ocupaven un total de 1.440 hectàrees.

## Equipaments sanitaris i escolars
El 2009 hi havia una escola elemental integrada dins d'un grup escolar amb les comunes properes formant una escola dispersa.

## Poblacions més properes
El següent diagrama mostra les poblacions més properes.